# Georgia Tech Lorraine

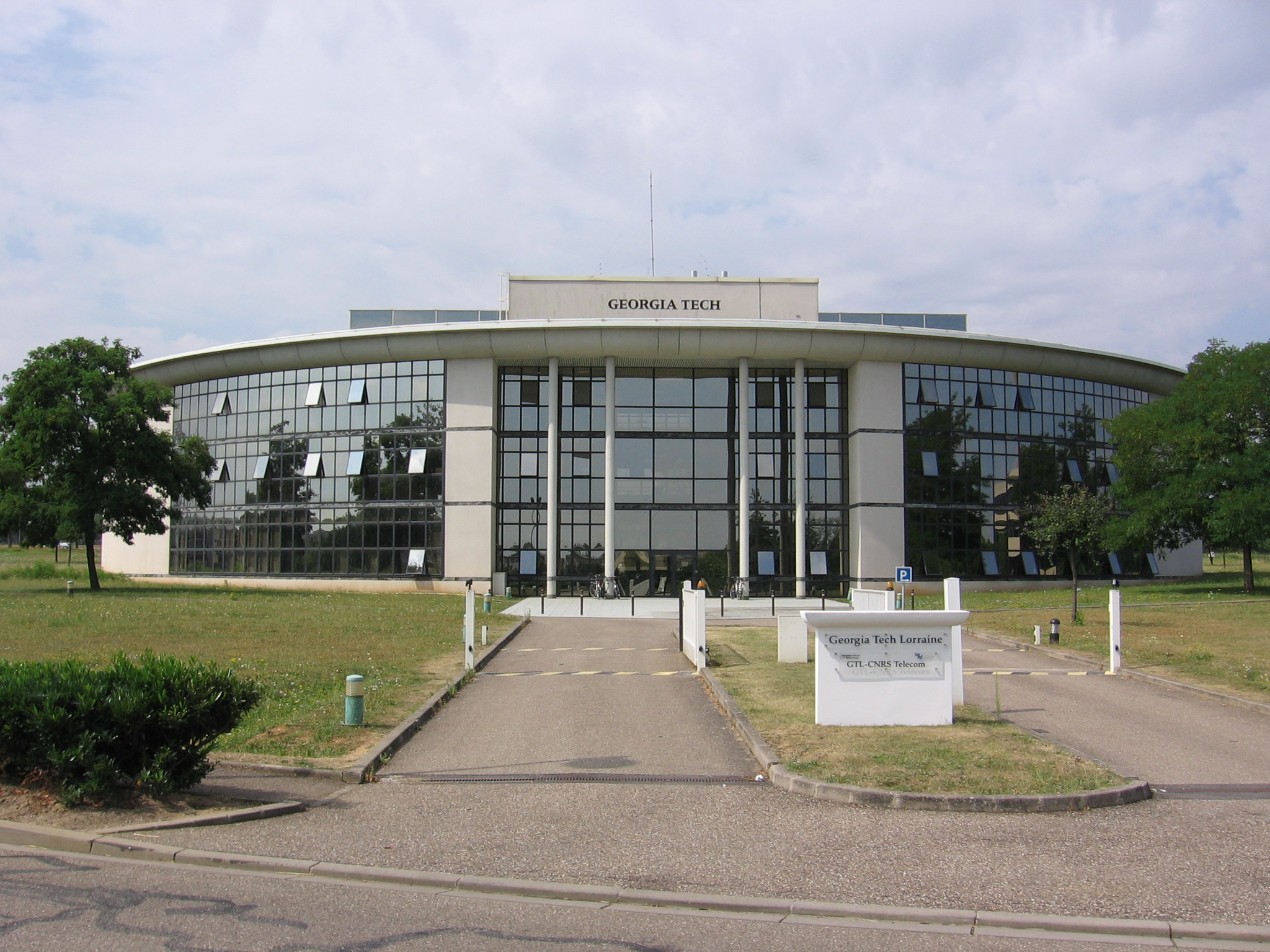

Georgia Tech Lorraine is de Europese satelliet-campus van het Amerikaanse Georgia Institute of Technology, opgericht in 1990. De campus is gesitueerd in Metz en biedt studenten de mogelijkheid om studies in Europa te combineren met studies in Atlanta en omgekeerd. De site in Metz is tevens een hoogtechnologisch centrum dat een belangrijke connectie vormt tussen Amerikaanse en Europese onderzoekers. 